# Sonchus daltonii
Espèce
Statut de conservation UICN

 EN B1ab(iv)+2ab(iv) : En danger
Sonchus daltonii est une espèce de plantes à fleurs de la famille des Asteraceae. C'est une espèce endémique du Cap-Vert.
Localement, elle est connue sous le nom de « coroa-de-rei » (Sabão de Cativi).
Elle est présente sur les escarpements rocheux des îles de Santo Antão, São Vicente, São Nicolau, Santiago et Fogo, au-dessus de 700 m. Utilisée comme fourrage pour le bétail, elle a été surexploitée. Désormais rare à São Vicente et Santiago, c'est une espèce classée « En danger » sur la liste rouge de l'UICN.